# Matriz de Cauchy
Em matemática, uma matriz de Cauchy, nomeada em homenagem a Augustin-Louis Cauchy, é uma matriz {\displaystyle m\times n} com elementos {\displaystyle a_{ij}} na forma
{\displaystyle a_{ij}={\frac {1}{x_{i}-y_{j}}};\quad x_{i}-y_{j}\neq 0,\quad 1\leq i\leq m,\quad 1\leq j\leq n}
onde {\displaystyle x_{i}} e {\displaystyle y_{j}} são elementos de um campo {\displaystyle {\mathcal {F}}}, e {\displaystyle (x_{i})} e {\displaystyle (y_{j})} são sequências injetivas (contêm elementos distintos).
A matriz de Hilbert é um caso especial da matriz de Cauchy, onde
{\displaystyle x_{i}-y_{j}=i+j-1.\;}
Cada submatriz de uma matriz de Cauchy é ela própria uma matriz de Cauchy.

## Determinantes de Cauchy
O determinante de uma matriz de Cauchy é claramente uma fração racional nos parâmetros {\displaystyle (x_{i})} e {\displaystyle (y_{j})}. Se as sequências não fossem injetivas, o determinante desapareceria, e tende ao infinito se algum {\displaystyle x_{i}} tende a {\displaystyle y_{j}}. Um subconjunto de seus zeros e pólos é assim conhecido. O fato é que não há mais zeros e pólos:
O determinante de uma matriz {\displaystyle \mathbf {A} } de Cauchy quadrada é conhecido como um determinante de Cauchy e pode ser fornecido explicitamente como
{\displaystyle \det \mathbf {A} ={{\prod _{i=2}^{n}\prod _{j=1}^{i-1}(x_{i}-x_{j})(y_{j}-y_{i})} \over {\prod _{i=1}^{n}\prod _{j=1}^{n}(x_{i}-y_{j})}}}     (Schechter 1959, eqn 4; Cauchy 1841, p. 154, eqn. 10).
É sempre diferente de zero e, portanto, todas as matrizes quadradas de Cauchy são invertíveis. O inverso {\displaystyle \mathbf {A} ^{-1}=\mathbf {B} =[b_{ij}]} é dado por
{\displaystyle b_{ij}=(x_{j}-y_{i})A_{j}(y_{i})B_{i}(x_{j})\,}     (Schechter 1959, Teorema 1)
onde {\displaystyle A_{i}(x)} e {\displaystyle B_{i}(x)} são os polinômios de Lagrange para {\displaystyle (x_{i})} e {\displaystyle (y_{j})}, respectivamente. Isso é,
{\displaystyle A_{i}(x)={\frac {A(x)}{A^{\prime }(x_{i})(x-x_{i})}}\quad {\text{e}}\quad B_{i}(x)={\frac {B(x)}{B^{\prime }(y_{i})(x-y_{i})}},}
com
{\displaystyle A(x)=\prod _{i=1}^{n}(x-x_{i})\quad {\text{e}}\quad B(x)=\prod _{i=1}^{n}(x-y_{i}).}

## Generalização
Uma matriz {\displaystyle \mathbf {C} } é chamada de tipo Cauchy se tiver a forma
{\displaystyle C_{ij}={\frac {r_{i}s_{j}}{x_{i}-y_{j}}}.}
Definindo {\displaystyle {\boldsymbol {\mathrm {X} }}=\mathrm {diag} (x_{i})}, {\displaystyle {\boldsymbol {\mathrm {Y} }}=\mathrm {diag} (y_{i})}, vê-se que ambas as matrizes de Cauchy e do tipo Cauchy satisfazem a equação de deslocamento
{\displaystyle \mathbf {XC} -\mathbf {CY} =rs^{\mathrm {T} }}
(com {\displaystyle r=s=(1,1,\ldots ,1)} para a de Cauchy). Portanto, as matrizes do tipo Cauchy têm uma estrutura de deslocamento comum, que pode ser explorada durante o trabalho com a matriz. Por exemplo, existem algoritmos conhecidos na literatura para
- multiplicação aproximada do vetor-matriz de Cauchy com {\displaystyle O(n\log n)} ops (e.g. o método multipolar rápido),
- (pivotado) Fatoração LU com {\displaystyle O(n^{2})} ops (algoritmo GKO) e, portanto, solução de sistema linear,
- algoritmos aproximados ou instáveis para solução de sistema linear em {\displaystyle O(n\log ^{2}n)}.

Aqui {\displaystyle n} denota o tamanho da matriz (geralmente se trata de matrizes quadradas, embora todos os algoritmos possam ser facilmente generalizados para matrizes retangulares).